# Rosa calcarea
Rosa calcarea — вид рослин з родини розових (Rosaceae); голотип походить з Казахстану.

## Поширення
Голотип походить з Казахстану — Улитауський район. Формує зарості на білій глині на краю річкової долини.